# Barranca del Muerto (estación)
Barranca del Muerto es una de las estaciones que forman parte del Metro de la Ciudad de México, es la terminal sur de la Línea 7. Se ubica al sur de la Ciudad de México, en la alcaldía Álvaro Obregón.

## Información general
Debe su nombre a su ubicación bajo la avenida Barranca del Muerto al cruce con avenida Revolución, rodeada por grandes arterias como Periférico Sur e Insurgentes Sur. La silueta de la estación representa dos buitres en vuelo.

## Historia
Cuentan las leyendas que, hace muchos años, existió una barranca tan ancha como la avenida actual, en donde se dice que durante la época que se disputó la Revolución Mexicana, en los años 1910 a 1920, arrojaban los cadáveres de gente que moría durante las batallas, de ahí que la zona fue bautizada por los lugareños como "Barranca del Muerto", eventos que además suscitaron una serie de historias de fantasmas, aparecidos y personajes descabellados, incluso entre las historias llegaban a contar que veían siluetas de personas sin cabeza, o hasta un vampiro que rondaba la estación durante la noche.

## Afluencia
La afluencia en 2014 fue de:
- Total: 11,994,749
- Promedio diario: 32,862
- Máxima: 52,179
- Mínima: 5,571

La siguiente tabla muestra la afluencia de la estación en los últimos 10 años:
| Afluencia Anual de Pasajeros | Afluencia Anual de Pasajeros | Afluencia Anual de Pasajeros | Afluencia Anual de Pasajeros | Afluencia Anual de Pasajeros | Afluencia Anual de Pasajeros |
| ---------------------------- | ---------------------------- | ---------------------------- | ---------------------------- | ---------------------------- | ---------------------------- |
| Año                          | Afluencia                    | A Diario                     | Ranking                      | Incremento                   | Ref.                         |
| 2023                         | 10,616,212                   | 29,085                       | 20°/195                      | +21.47%                      | [ 3 ]                        |
| 2022                         | 8,739,839                    | 23,944                       | 27°/195                      | +19.21%                      | [ 4 ]                        |
| 2021                         | 7,331,623                    | 20,086                       | 23°/195                      | -11.01%                      | [ 5 ]                        |
| 2020                         | 8,238,512                    | 22,509                       | 21°/195                      | -50.61%                      | [ 6 ]                        |
| 2019                         | 16,681,529                   | 45,702                       | 19°/195                      | +3.71%                       | [ 7 ]                        |
| 2018                         | 16,085,373                   | 44,069                       | 19°/195                      | +6.68%                       | [ 8 ]                        |
| 2017                         | 15,078,243                   | 41,310                       | 21°/195                      | +3.93%                       | [ 9 ]                        |
| 2016                         | 14,508,378                   | 39,640                       | 21°/195                      | +5.94%                       | [ 10 ]                       |
| 2015                         | 13,694,853                   | 37,520                       | 25°/195                      | +3.11%                       | [ 11 ]                       |
| 2014                         | 13,282,149                   | 36,389                       | 27°/195                      | -3.77%                       | [ 12 ]                       |

## Conectividad

### Salidas
- Poniente: avenida Revolución y calle Cóndor, Colonia Los Alpes.
- Oriente: avenida Revolución y calle Gustavo Ernesto Campa, colonia Guadalupe Inn.

### Conexiones
Existen conexiones con las estaciones y paradas de diversos sistemas de transporte:
- Algunas rutas de la Red de Transporte de Pasajeros.
- La estación cuenta con un CETRAM.